# Malleostemon tuberculatus
Malleostemon tuberculatus är en myrtenväxtart som först beskrevs av Ernst Georg Pritzel, och fick sitt nu gällande namn av John William Green. Malleostemon tuberculatus ingår i släktet Malleostemon och familjen myrtenväxter. Inga underarter finns listade i Catalogue of Life.